# Flaggenschwanz-Panzerwels
Der Flaggenschwanz-Panzerwels (Brochis robineae, Synonym: Corydoras robineae) ist ein Süßwasserfisch der Gattung Brochis. Er ist im Rio-Negro-Becken heimisch und wird  4 bis 8 cm groß. Er bewohnt in kleinen Schwärmen die unteren Regionen des Gewässers. Der friedfertige Fisch eignet sich ausgezeichnet zur Haltung in Aquarien, sollte jedoch nicht mit aggressiven Bodenbewohnern, etwa Cichliden vergesellschaftet werden. Auch sonst sollte darauf geachtet werden, dass der Flaggenschwanz-Panzerwels hinreichende Versteckmöglichkeiten findet. Als Darmatmer benötigt der Wels einen freien Zugang zur Wasseroberfläche; in Gefangenschaft sollte er nicht in Aquarien mit scharfkantigen Kieselsteinen als Bodengrund gehalten werden, weil andernfalls die Gefahr besteht, dass er sich die empfindlichen Barteln, die zugleich Sinnesorgane sind, verletzt.